# Дворец Акасака
Дворец Акасака (яп. 赤坂離宮), или Государственный гостевой дом (яп. 迎賓館) — один из двух гостевых домов правительства Японии. Изначально он был построен как императорский дворец для наследного принца в 1909 году. В настоящее время он официально используется для проживания высокопоставленных представителей других государств. Дворец располагается в Мото Акасака (район Минато, Токио). Свои текущие функции он исполняет с 1974 года. В 2009 году ему был присвоен статус Национального сокровища Японии.

## Обзор
Общая площадь помещений дворца — 15 000 м², а комплекс в целом, включающий небольшое здание в японском стиле, занимает 117 000 м².
Главное здание дворца — единственная постройка в Японии в стиле необарокко. Оно напоминает Букингемский дворец. Это также одно из крупнейших зданий эпохи Мэйдзи.
По территории комплекса проходит дорога, не имеющая перекрёстков и опоясывающая дворец. Её длина — около 3,25 км.

## История
На территории, которую сегодня занимает дворец Акасака, раньше располагалась резиденция правителей княжества Кисю, боковой ветви правящей династии Токугава. После реставрации Мэйдзи род Овари передал землю императорскому двору.
Здание дворца в стиле необарокко, спроектированное архитектором Катаяма Токума, учеником Джосайи Кондера, было возведено в 1899—1909 гг. в качестве резиденции наследного принца. Изначально дворец получил название Тогу (яп. 東宮御所, «дворец для наследного принца»), а затем, когда резиденция принца переместилась в другое место, был переименован в Акасака.
Наследный принц Хирохито, будучи регентом, прожил во дворце Акасака пять лет. Сначала он собирался прожить там недолгое время, пока шёл ремонт его основной резиденции, и въехал туда 28 августа 1923 года. Однако через четыре дня, 1 сентября, Япония пережила великое землетрясение Канто, и принцу пришлось задержаться в новом жилище. В эти годы он женился на принцессе Нагако, и у них родилось две дочери, Сигэко и Сатико (последняя умерла через полгода). Хирохито покинул дворец лишь в сентябре 1928 года, за два месяца до коронации.
После Второй мировой войны императорский двор отказался от владения дворцом Акасака. В нём разместились некоторые государственные учреждения, в том числе созданная в 1948 году Национальная парламентская библиотека, Законодательное бюро и Организационный комитет Олимпийских игр 1964 года.
В ходе послевоенного экономического возрождения японское правительство стало ощущать необходимость создать государственный гостевой дом. В качестве гостевого дома использовалась бывшая резиденция принца Ясухико (ныне Токийский столичный художественный музей «Тейен»), но она была слишком мала для этой цели. В 1967 году было принято решение отреставрировать бывший дворец Акасака и учредить там гостевой дом. Реставрация под руководством архитектора Того Мурано шла более 5 лет и обошлась в 10,8 млрд иен, завершившись в 1974 году.
Первым официальным гостем, остановившимся во дворце, стал президент США Джеральд Форд в 1974 году — это был первый визит находящегося в должности президента США в Японию. С тех пор дворец является местом проживания посещающих Японию глав и представителей других государств, а также местом проведения международных конференций, таких как саммиты «Большой семёрки» (в 1979, 1986 и 1993 гг.) и АТЭС.
В 2006—2009 гг. комплекс был закрыт на реставрацию, но в апреле 2009 вновь открыт. В декабре 2009 главное здание, главные ворота и сад с фонтаном были признаны Национальным сокровищем Японии. Это первое обновление списка Национальных сокровищ со времён реставрации Мэйдзи.

## Гостевой дом в Киото
17 апреля 2005 г. в Киото был открыт второй гостевой дом, площадью 16 000 м². Комплекс, чья общая площадь составляет 20 000 м², находится в районе Камигё.